# Phanerotoma phycitinoma
Phanerotoma phycitinoma är en stekelart som beskrevs av De Saeger 1942. Phanerotoma phycitinoma ingår i släktet Phanerotoma och familjen bracksteklar. Inga underarter finns listade i Catalogue of Life.